# McAdam
Pour les articles homonymes, voir McAdam (homonymie).
Ne doit pas être confondu avec Paroisse de McAdam.
McAdam est un village du Comté d'York situé au sud-ouest du Nouveau-Brunswick (Canada).

## Toponyme
McAdam est nommé ainsi en l'honneur de John McAdam (1807-1893), un député qui avait également une entreprise forestière opérant dans la région. le village portait auparavant le nom de City Camp, faisant référence aux nombreux camps de bûcherons. En 1871, la localité prend le nom de McAdam Junction, en référence à sa position à la jonction de deux chemins de fer; le nom actuel date de 1940.

## Géographie

### Situation
McAdam est situé à 83 kilomètres de route au sud-ouest de Fredericton, dans le comté d'York, à 9 km de la frontière canado-américaine.
Le village est enclavé dans la paroisse de McAdam. La ville la plus proche est Saint-Stephen, à 55 km au sud.

### Logement
(septembre 2024).
Le village comptait 643 logements privés en 2006, dont 590 occupés par des résidents habituels. Parmi ces logements, 66,9 % sont individuels, 19,5 % sont jumelés, 4,2 % sont en rangée, 1,7 % sont des appartements ou duplex et 1,7 % sont des immeubles de moins de cinq étages. Enfin, 5,9 % des logements entrent dans la catégorie autres, tels que les maisons-mobiles. 83,1 % des logements sont possédés alors que 16,9 % sont loués. 89,0 % ont été construits avant 1986 et 16,1 % ont besoin de réparations majeures. Les logements comptent en moyenne 6,7 pièces et 0,0 % des logements comptent plus d'une personne habitant par pièce. Les logements possédés ont une valeur moyenne de 51 542 $, comparativement à 119 549 $ pour la province.

## Histoire
McAdam est fondé en 1869 dans un environnement hostile, à la jonction de deux voies ferrées du Canadien Pacifique. À la fin du XIXe siècle, McAdam est un nœud ferroviaire important, où passent seize trains de passagers par jour. Un atelier du Canadien Pacifique est ouvert en 1924. L'électricité excédentaire est achetée par la commission d'électricité du village. L'école secondaire McAdam ouvre ses portes la même année. L'école élémentaire McAdam est quant à elle inaugurée en 1945. McAdam est constitué en municipalité le 9 novembre 1966. Plus tard, la fermeture des scieries, la baisse de popularité des trains et la fermeture de l'atelier du CP forcent la reconversion de l'économie vers le tourisme. La gare de McAdam devient un site historique national en 1990. Le territoire reste inchangé lors de la réforme de la gouvernance locale du 1er janvier 2023.

## Démographie
(juillet 2016).
Il y avait 1 513 habitants en 2001, comparativement à 1 570 en 1996, soit une baisse de 3,6 %. Le village compte 662 logements privés, a une superficie de 14,47 km2 et une densité de la population de 104,6 habitants par kilomètre carré.
| 1981  | 1986  | 1991  | 1996  | 2001  | 2006  | 2011  | 2016  |
| ----- | ----- | ----- | ----- | ----- | ----- | ----- | ----- |
| 1 857 | 1 658 | 1 600 | 1 570 | 1 513 | 1 404 | 1 284 | 1 151 |

## Économie
(septembre 2024).
L'un des plus gros employeurs de McAdam est un fabricant de tuyaux de polyéthylène haute densité comptant 25 employés.
Entreprise Central NB, membre du Réseau Entreprise, a la responsabilité du développement économique.
La McAdam Credit Union est une caisse populaire membre de la Credit Union Central of New Brunswick.

## Administration
(juillet 2016).

### Conseil municipal
Le conseil municipal est formé d'un maire et de quatre conseillers. Le conseil précédent est formé à la suite de l'élection du 12 mai 2008 ; le maire est alors élu par acclamation. Le conseil municipal actuel est élu lors de l'élection quadriennale du 14 mai 2012.
Conseil municipal actuel
| Mandat      | Fonctions            | Nom(s)                                                             |
| ----------- | -------------------- | ------------------------------------------------------------------ |
| 2012 - 2016 | Maire                | Frank M. Carroll                                                   |
| 2012 - 2016 | Conseillers généraux | Douglas J. Cross, John C. Kilbride, Stephen B. Sloan, Greg C. Swim |

Anciens conseils municipaux
| Mandat      | Fonctions   | Nom(s)                                                                     |
| ----------- | ----------- | -------------------------------------------------------------------------- |
| 2008 - 2012 | Maire       | Frank M. Carrol                                                            |
| 2008 - 2012 | Conseillers | Terry W. Cleghorn, John C. Kilbride, Douglasd H. Laking, Stephen B. Sloan. |

| Période                                  | Période  | Identité        | Étiquette | Qualité |
| ---------------------------------------- | -------- | --------------- | --------- | ------- |
| 19??                                     | en cours | Frank M. Carrol |           |         |
|                                          |          | Ralph Annis     |           |         |
| Les données manquantes sont à compléter. |          |                 |           |         |

### Représentation et tendances politiques
McAdam est membre de l'Union des municipalités du Nouveau-Brunswick.
 Nouveau-Brunswick: McAdam fait partie de la circonscription provinciale de York, qui est représentée à l'Assemblée législative du Nouveau-Brunswick par Carl Urquhart, du Parti progressiste-conservateur. Il fut élu lors de l'élection générale de 2006 et réélu à celle de 2010.
 Canada: McAdam fait partie de la circonscription électorale fédérale de Nouveau-Brunswick-Sud-Ouest, qui est représentée à la Chambre des communes du Canada par Gregory Francis Thompson, ministre des Anciens Combattants et membre du Parti conservateur. Il fut élu lors de la 40e élection fédérale, en 1988, défait en 1993 puis réélu à chaque fois depuis 1997.

## Vivre à McAdam
McAdam possède deux écoles publiques anglophones faisant partie du district scolaire #18. Les élèves fréquentent tout d'abord l'école élémentaire McAdam de la maternelle à la 5e année avant d'aller à l'école secondaire McAdam jusqu'en 12e année.
Le village est inclus dans le territoire du sous-district 10 du district scolaire Francophone Sud. Les écoles francophones les plus proches sont à Fredericton alors que les établissements d'enseignement supérieurs les plus proches sont dans le Grand Moncton.
McAdam possède une bibliothèque publique, située dans l'hôtel de ville. McAdam possède aussi un bureau de poste, un poste d'Ambulance Nouveau-Brunswick et une caserne de pompiers.
Le village possède un poste de la Gendarmerie royale du Canada. Il dépend du district 2, dont le bureau principal est situé à Oromocto.
McAdam bénéficie d'un foyer de soins agréés, le Wauklehegan Manor.
L'église St. George's est une église anglicane. L'église St. Clement's est une église catholique romaine faisant partie du diocèse de Saint-Jean.
Les anglophones bénéficient des quotidiens Telegraph-Journal, publié à Saint-Jean, et The Daily Gleaner, publié à Fredericton. Ils ont aussi accès au bi-hebdomadaire Bugle-Observer, publié à Woodstock. Les francophones ont accès par abonnement au quotidien L'Acadie nouvelle, publié à Caraquet, ainsi qu'à l'hebdomadaire L'Étoile, de Dieppe.

## Culture et patrimoine

### Langues
Selon la Loi sur les langues officielles, McAdam est officiellement anglophone puisque moins de 20 % de la population parle le français.

### Architecture et monuments

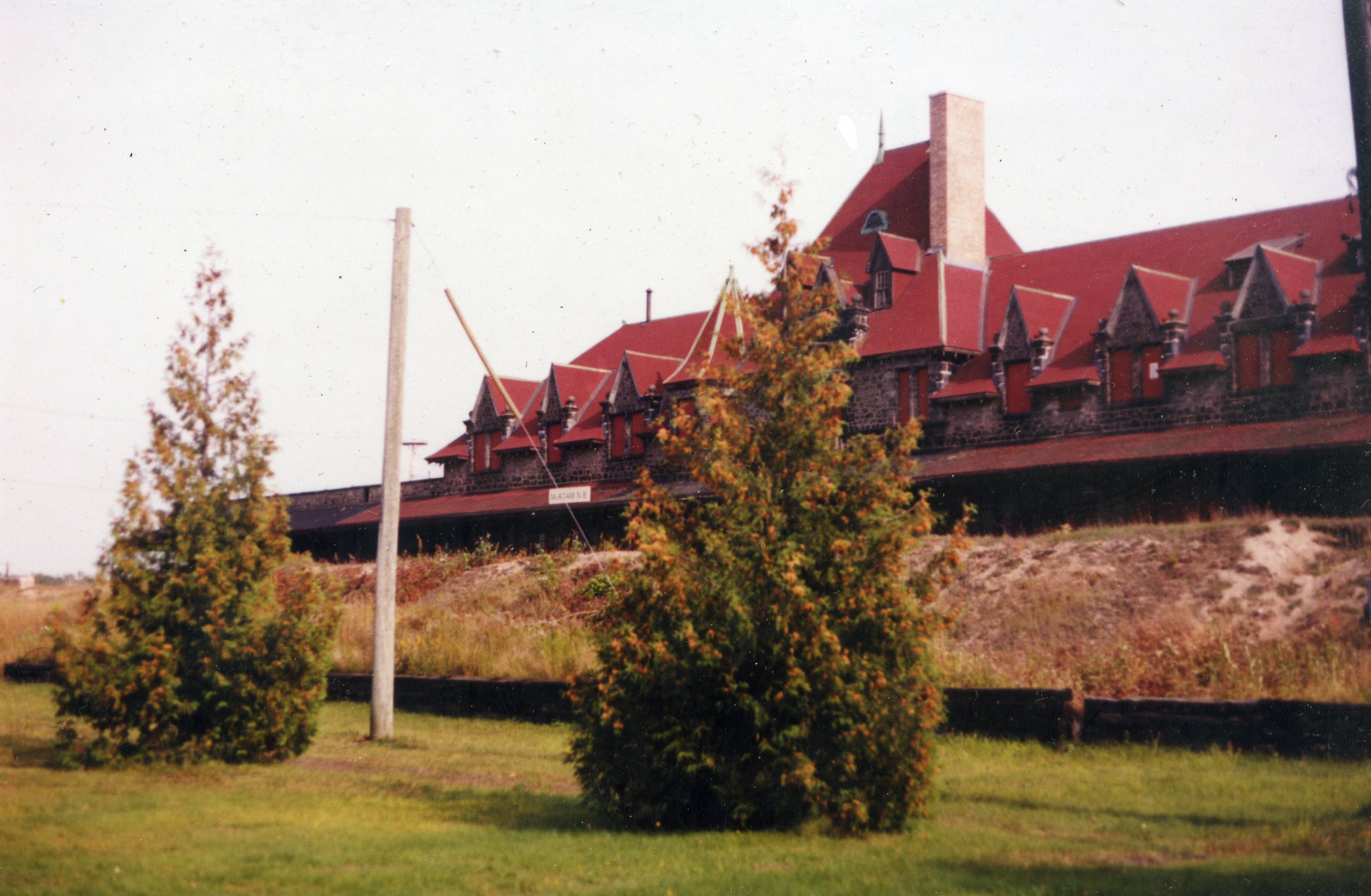
La gare de McAdam.

La gare de McAdam est un des édifices les plus connus du Nouveau-Brunswick. La gare n'est plus utilisée pour le transport de passagers.
Il y a une attraction de bord de route à McAdam: une statue de chef de train.